# Joël Bigot
Pour les articles homonymes, voir Bigot.
Joël Bigot, né le 5 février 1949, est un homme politique français. Il est élu sénateur de Maine-et-Loire le 24 septembre 2017.

## Biographie
Il est maire des Ponts-de-Cé de 2008 à 2018. Il a renoncé à ce mandat en avril 2018 pour se consacrer à son mandat de sénateur.
Il a également été 6e vice-président de la communauté urbaine Angers Loire Métropole chargé de l'environnement et des déchets,,.